# Jacques Guillon
Pour les articles homonymes, voir Guillon (homonymie).
Jacques Silas Guillon (Paris, 27 juillet 1922 - Montréal, 7 juin 2020) est un pionnier du design au Québec. Son parcours le mènera vers une pratique multidisciplinaire, mais il sera surtout reconnu pour ses multiples contributions au design industriel.
Son œuvre est toujours aussi présente à Montréal malgré la méconnaissance du public.
« Les designers du Québec sont talentueux et créatifs. Mais un beau design doit pouvoir se vendre et doit être adapté aux besoins du client. On ne travaille pas pour la gloire. » 
Jacques S. Guillon

## Contexte du design au Québec avant la guerre
L'émergence du design québécois a pris place dans l'après-guerre, avec des projets d’envergure tels l’aéroport de Dorval, la Place Ville-Marie, le Métro de Montréal, l’Expo 67 et les Jeux olympiques de 1976. Dans tous les pays sortis du conflit, la conversion des usines en production de biens de consommation fut la solution aux surplus, ce qui engendrera la publicité de masse et modifiera les habitudes d'achat du consommateur. Ce développement s'inscrit aussi dans le contexte international: le design américain a, notamment, exercé beaucoup d’influence au Québec, mais il ne correspondrait pas aux objectifs des designers québécois. Ceux-ci étaient plutôt inspirés par le design scandinave (en raison des affinités climatiques ), italien et le courant mieux connu sous le nom de « Organic Design ». L’approche du design à cette époque est plus générale, car il n’est pas facile pour les designers de vivre d’un seul domaine. Au fil du temps, la profession évoluera et se spécialisera, le design industriel n'étant pas encore enseigné en tant que tel au Québec d’avant la guerre. En effet, l’École de Beaux Arts s'établira comme la seule formation reconnue pendant longtemps. L'École du Meuble, ouverte en 1935, fut vite remplacée par l'Institut des Arts appliqués, où Julien Hébert enseignera de 1956 à 1966. En 1948, l’Association de design industriel du Canada est fondée par Jacques Guillon, Julien Hébert et Henry Finkle. Ce n'est qu'en 1965 que la nouvelle École du Meuble sera ouverte et que l'Institut des Arts Appliqués sera annexée au Cégep du Vieux Montréal. En 1971, plusieurs établissements d’enseignement offriront des cours en design industriel, les premiers se trouvant à Montréal, Carleton et Calgary.

## Biographie
Bien que Jacques Guillon (France, 1922) soit diplômé en architecture de l'Université McGill, il est l'un des pionniers au cœur du développement du design au Québec dans les années 1950 à 1970. Sa contribution est remarquée dans de nombreuses réalisations de design industriel, graphique et d'aménagement, particulièrement à Montréal. Il est reconnu pour plusieurs créations dont la chaise de Nylon, la signalétique du réseau et le design des voitures du Métro de Montréal, le design et l'aménagement du Siège social d'Alcan, en plus d'avoir contribué à l'Exposition Universelle de 1967 à Montréal, à la fondation du Musée des arts décoratifs et à l’Association canadienne de design industriel. Il marque profondément le design canadien.

### Débuts
Très vite, Jacques Guillon développe un intérêt pour le domaine du design. Bien qu’une grande partie de son œuvre soit réalisée entre 1960 et 1970, c’est grâce à la Chaise Nylon, brevetée en 1952, que sa carrière est lancée. Cette chaise connait toujours un grand succès en Amérique du Nord et fut vendue dans les plus grands magasins, tant bien à Montréal qu'aux États-Unis. Elle est reconnue aujourd'hui comme étant une pièce classique du design moderne du milieu du XXe siècle et une création emblématique du design québécois, en plus de rapporter à son créateur le Design Merit Award en 1953.

« Cette chaise, particulièrement innovatrice [est composée d’un] dossier en cordes de parachutes en Nylon d’un surplus d’armée et de marine, avec un cadre en contre-plaqué [de noyer] laminé, une technologie développée au départ pour des skis. Les tests de charge ont démontré que cette chaise de 3 kg pouvait supporter 1533 kg. »

### Effervescence
C'est ainsi que la carrière de Jacques Guillon prend son envol dans le Québec bouillonnant de la Révolution tranquille. Grâce au dynamisme du maire de Montréal, Jean Drapeau, plusieurs projets de développement urbain tels qu’Expo 67 ou l’Île-des-Sœurs profitent aux premières vagues de designers. Deux firmes de design ouvrent leurs portes : celles de Jacques Guillon et de Julien Hébert. Leurs projets amènent une reconnaissance internationale au design québécois, mettant de l'avant leur haut niveau de créativité, en plus de donner l’opportunité à la deuxième génération de faire leur place dans le milieu (tel Michel Dallaire). C'est une véritable révolution du design qui prend place mais, à cette époque, ils devaient être polyvalents : « Les designers de la première vague étaient essentiellement des généralistes. Comme ils ne pouvaient vivre de leurs royautés, il leur fallait lutter avec acharnement pour survivre et ils devaient travailler à court terme dans toutes sortes de domaines et convaincre constamment les manufacturiers de l’utilité de leurs services »Toujours dans cette approche multidisciplinaire, le rez-de-chaussée de l'entreprise de Jacques S. Guillon a accueilli la boutique Pego, un commerce d’importation de mobilier scandinave qui fut ouvert avec sa femme Peggy McNaughton.
« La forme générale parfaitement adaptée à la fonction, la clarté des composantes structurales, l’emploi des matériaux modernes, le refus de tout compromis ornemental et l’adaptation à une production de masse caractérisent le design de ces meubles.[…]Pour sa part, Guillon a non seulement contribué à la diffusion de cette esthétique [scandinave], mais il a aussi été à l’avant-plan du design canadien durant plusieurs années […] C’est dans ce contexte que la firme développe un mobilier de bureau qui combine des matériaux conventionnels (aluminium, bois, laminés de plastique) tout en offrant la solidité, le raffinement et une simplicité sans compromis.[…] La qualité de ce mobilier, son design efficace, sa sobriété et le souci apporté à certains détails […] ont favorisé son succès. On le retrouvait tant dans les bureaux d’Alcan, à Montréal, que dans ceux de la Compagnie de l’Exposition universelle [...]»
«Tous ces projets ont été réalisés par des techniciens « doués d'une certaine psychologie et nantis de connaissances en administration et en commercialisation, qui prennent toujours l'homme comme point de départ d'une réalisation».

### Réalisations multidisciplinaires

Logo Métro Montréal

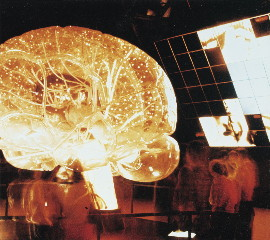
Pavillon thématique L'homme et la vie, Expo 67

Une des réalisations les plus importantes est sans aucun doute le design d’aménagement et de signalétique du métro de Montréal. En effet, on doit à Jacques S. Guillon & associates le logotype du métro (flèche vers le bas, entourée d’un cercle en blanc sur bleu). Ce symbole, inspiré du métro de Londres, devait servir à identifier plusieurs éléments du métro comme les sorties, mais cette application du logo fut plus tard mise de côté par la Société de transport de la communauté urbaine de Montréal (STCUM, aujourd'hui STM), bien que quelques prototypes résisteront au temps, notamment aux stations Préfontaine et Sherbrooke. Pour ce qui est du design des voitures, l’exploit réalisé par M. Guillon a été d’élargir au maximum le peu d’espace disponible :
« Selon les ingénieurs français engagés par la ville de Montréal pour réaliser le métro, il fallait absolument que cette caisse soit celle du métro de Paris. Pour des raisons commerciales, bien entendu : comme ils produisaient déjà ce type de matériel, personne n’aurait pu égaler leurs prix ! Mais le maire Drapeau a insisté pour que la caisse soit de conception montréalaise. […] En galbant la caisse, nous avons gagné six ou sept pouces de largeur. Au départ, les ingénieurs français n’y croyaient pas. Après, ils ont fait la même chose que nous !» 
Expo 67 fut le projet d'envergure dans plusieurs domaines du design et fut même qualifié d'un «véritable laboratoire de design» selon le Print magazine. L’expo 67 fut un incontournable pour les deux premières vagues de designers montréalais. On doit à l’équipe Guillon l’aménagement du pavillon de l’Homme et la vie et du pavillon belge, le mobilier de l’expo (particulièrement la chaise de jardin) ainsi que l’aménagement de certaines loges d’Habitat 67 et de leur mobilier.
« Ailleurs dans le monde, les métros ont l’air vieux alors que les équipements de M.Guillon ont gardé leur jeunesse […] C’est un homme qui ne se satisfait jamais de la première idée […] il était très exigeant et amenait ses projets à un haut niveau. Son objectif, c’était l’excellence. Je crois qu’en ce sens, il a été un modèle pour moi et beaucoup d’autres. ». Michel Dallaire.
Du côté de l’entreprise florissante du transport, notons aussi le design du train LRC (Léger, rapide, confortable). L'équipe de Jacques Guillon réalisera plusieurs prototypes et maquettes de train grande-vitesse, notamment au niveau de la voiture de passagers, des fauteuils et d'aménagement intérieur qui furent mis à l'essai en gare à Ottawa dans les années 1970 Toujours sur une lancée multidisciplinaire, l'équipe Guillon travaillera également sur plusieurs projets graphiques tels que la signalétique pour l’aéroport de Mirabel, la signalisation routière de l’Île-des-Sœurs (ainsi que la promotion du développement urbain), sans compter les nombreuses identités corporatives comme celle de Novalec en 1967. Pour ce qui est du design d’aménagement, il est important de mentionner que le siège social d’Alcan à la place Ville-Marie a provoqué un exploit technique, l’Alumna, un système d'insertions en aluminium sur les coins, permettant de protéger les meubles. Le centre National d’Ottawa ainsi que plusieurs autres bureaux à Montréal seront équipés du mobilier au design efficace et sobre, designé avec souci du détail par Jacques Guillon et son équipe. Ces meubles sauront résister au temps et charmer les consommateurs d'aujourd'hui.
« On le retrouvait tant dans les bureaux de l’Alcan, à Montréal, que dans ceux de la Compagnie de l’Exposition universelle, qui a présidé, à compter de 1963, à la mise sur pied d’expo 67. »
« I like both the quality of the design and of the material […]. It makes a statement about a certain period of time, but it goes beyond that. I think the furniture is so beautiful that, even if it was originally designed for an office, it fits really well in a house. The quality is remarkable. The design is clean and well-proportioned.» Jean-François Gauthier, designer graphique
Pour n’en nommer que quelques-uns, le développement urbain de la cité de l'Université Concordia, le design intérieur et l’aménagement de la Compagnie de la Baie d’Hudson à Calgary, l’aménagement de la Banque de Montréal (au coins Bleury et Sainte-Catherine), du Holiday Inn Downtown, de plusieurs restaurants, théâtres, ainsi qu’un projet de réaménagement d'un complexe de la rue Crescent constitueront aussi la carrière de Jacques Guillon.
« L’intérieur des deux parties de l’immeuble est aménagé avec la plus grande simplicité. Il n’y a rien là qui soit ostentatoire ; il se dégage de l’ensemble un air de propreté et de modernité. L’usage des fils de fer, par exemple, pour constituer et décorer les rambardes et les garde-fous, accentue cette linéarité moderne et compense pour la verticalité du complexe. »

### Mérites

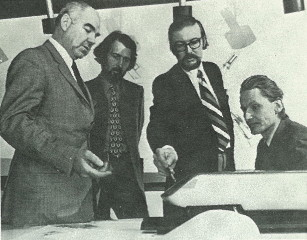
Guillon, Smith, Marquart et Labastrou de gsmprjct°

Jacques Guillon est un des fondateurs du Musée des arts décoratifs de Montréal et de l’Association canadienne de design industriel. Il a reçu en 2000 le premier prix Sam-Lapointe pour l’ensemble de son œuvre. Il fait partie du Cercle d’Honneur de Design Canada.

## Postérité
Les multiples réalisations de Jacques Guillon et ses associés modèleront le design industriel tel qu’on le connaît aujourd’hui. Les œuvres de cet homme, un vrai pionnier du design multidisciplinaire au Québec, sont encore exposées aujourd’hui ou utilisées dans la vie de tous les jours. Son œuvre est encore bien présente et aura inspiré les designers de la deuxième génération, tels Michel Dallaire, et continuera à en inspirer plus d'un. Tout comme le domaine du design, la firme Jacques S.Guillon & associés évoluera rapidement en Jacques Guillon Designers, puis GSM Design (Guillon, Smith, Marquart, et plus tard Labastrou, après la retraite de Guillon). La firme gsmprjct° œuvre toujours à Montréal.
« Plusieurs le reconnaissent, la grande force de Jacques Guillon a été de concevoir des produits qui ne vieillissent pas. La signalisation du métro de Montréal, entre autres, les trains eux-mêmes ou encore les panneaux lumineux pour les publicités. »